# Kæphest
 For alternative betydninger, se Kæphest (flertydig). (Se også artikler, som begynder med Kæphest)
En kæphest er et stykke legetøj i form af en stang, hvorpå der sidder et hestehoved. Hestehovedet kan f.eks. være af træ eller stof.